# Lianxuxiang (ort i Kina, Jiangxi Sheng, lat 28,96, long 116,05)
Lianxuxiang är en ort i Kina. Den ligger i provinsen Jiangxi, i den sydöstra delen av landet, omkring 35 kilometer nordost om provinshuvudstaden Nanchang. Antalet invånare är 25 323. Befolkningen består av 12 422 kvinnor och 12 901 män. Barn under 15 år utgör 24,0 %, vuxna 15-64 år 66 %, och äldre över 65 år 9,0 %.
Runt Lianxuxiang är det tätbefolkat, med 476 invånare per kvadratkilometer. Närmaste större samhälle är Nanxinxiang, 17,6 km söder om Lianxuxiang. Trakten runt Lianxuxiang består till största delen av jordbruksmark.
Genomsnittlig årsnederbörd är 2 373 millimeter. Den regnigaste månaden är juni, med i genomsnitt 357 mm nederbörd, och den torraste är oktober, med 36 mm nederbörd.